# Fostoria (Iowa)
Fostoria és una població dels Estats Units a l'estat d'Iowa. Segons el cens del 2000 tenia 230 habitants.

## Demografia
Segons el cens del 2000, Fostoria tenia 230 habitants, 95 habitatges, i 70 famílies. La densitat de població era de 185 habitants/km².
Dels 95 habitatges en un 36,8% hi vivien nens de menys de 18 anys, en un 60% hi vivien parelles casades, en un 9,5% dones solteres, i en un 26,3% no eren unitats familiars. En el 20% dels habitatges hi vivien persones soles el 6,3% de les quals corresponia a persones de 65 anys o més que vivien soles. El nombre mitjà de persones vivint en cada habitatge era de 2,42 i el nombre mitjà de persones que vivien en cada família era de 2,77.
Per edats la població es repartia de la següent manera: un 26,5% tenia menys de 18 anys, un 2,6% entre 18 i 24, un 36,1% entre 25 i 44, un 22,6% de 45 a 60 i un 12,2% 65 anys o més.
L'edat mediana era de 37 anys. Per cada 100 dones de 18 o més anys hi havia 92 homes.
La renda mediana per habitatge era de 38.750 $ i la renda mediana per família de 42.250 $. Els homes tenien una renda mediana de 30.313 $ mentre que les dones 20.125 $. La renda per capita de la població era de 15.952 $. Cap de les famílies i el 2,2% de la població estaven per davall del llindar de pobresa.

## Poblacions més properes
El següent diagrama mostra les poblacions més properes.